# زونن
زونن (به آلمانی: Sonnen) یک شهر در آلمان است که در بایرن واقع شده‌است.

## خصوصیات
زونن ۱۶٫۴۸ کیلومترمربع مساحت دارد ۸۳۶ متر بالاتر از سطح دریا واقع شده‌است.